# Río Guayuriba
Le río Guayuriba est une rivière de Colombie et un affluent du río Metica, donc un sous-affluent de l'Orénoque par le río Meta.

## Géographie
Le río Guayuriba prend sa source sur le versant est de la cordillère Orientale, dans le paramó de Sumapaz (département de Meta). Il coule ensuite vers l’est avant de rejoindre le río Metica au niveau de la municipalité de Puerto López.